# Diploastrea heliopora
Diploastrea heliopora es la única especie del género de corales Diploastrea, de la familia monogenérica Diploastreidae. Pertenece al grupo de los corales duros, orden Scleractinia, de la clase Anthozoa.  
Hasta el año 2012, el género estaba integrado en la familia Faviidae, de hecho todavía figura así en muchas fuentes, dada la tan reciente reclasificación, aceptada por el Registro Mundial de Especies Marinas.

## Morfología

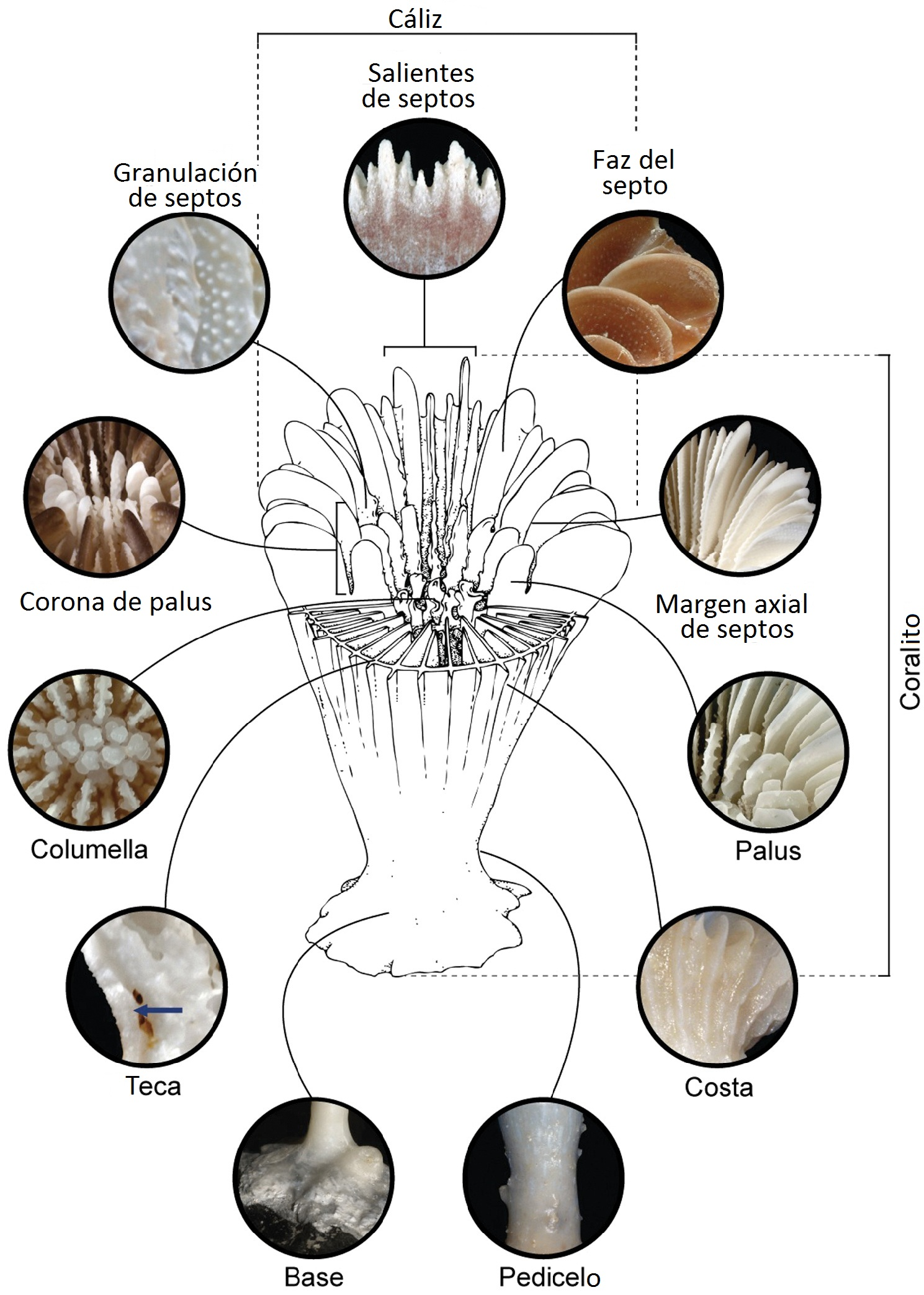
Estructura de coralito. (Caryophyllia)

Las colonias son masivas, con forma de loma o redondeadas. Alcanzan los 2 m de alto por 7 m de diámetro.
Los coralitos, o esqueletos individuales de los pólipos, están dispuestos muy juntos, en forma plocoide, son redondeados, tienen entre 8 y 10 mm de diámetro, separados por muros gruesos. La columela es grande. Los septos son iguales, gruesos en su unión al muro y finos en el extremo interior, junto a la columela. Esta característica puede observarse a través del tejido del pólipo.
El color del tejido del pólipo es marrón, crema, gris o verdoso. 
Sus tentáculos aparecen por la noche, rodeando el disco oral, con el fin de atrapar presas de plancton.

## Alimentación
Los pólipos contienen algas simbióticas; mutualistas, ambos organismos se benefician de la relación, llamadas zooxantelas. Las algas realizan la fotosíntesis produciendo oxígeno y azúcares, que son aprovechados por los pólipos, y se alimentan de los catabolitos del coral, especialmente fósforo y nitrógeno. Esto les proporciona del 70 al 95% de sus necesidades alimenticias. El resto lo obtienen atrapando plancton con sus tentáculos o absorbiendo materia orgánica del agua.

## Reproducción
Producen esperma y huevos que se fertilizan en el agua. Las larvas deambulan por la columna de agua hasta que se posan y fijan en el lecho marino, una vez allí se convierten en pólipos y comienzan a secretar carbonato cálcico para construir su esqueleto. 
Asimismo, se reproducen asexualmente mediante gemación extratentacular del pólipo, dando origen a otros ejemplares, y así, a la colonia.

## Hábitat
Habita en las zonas soleadas del arrecife, tanto en áreas expuestas, como más protegidas de las corrientes. Suele encontrarse en laderas superiores y en lagunas, hasta los 30 m de profundidad, aunque se reportan localizaciones entre 0 y 45 m, y en un rango de temperatura entre 25.48 y 28.54 °C.
Pequeños gobios, como la especie Helcogramma striata, se asocian con frecuencia a estos corales, rebuscando comida por la superficie de las grandes colonias.

## Distribución geográfica
Su distribución geográfica es amplia, aunque normalmente no común, y comprende el océano Indo-Pacífico, desde las costas de África oriental, incluido el Mar Rojo, hasta el Pacífico central. 
Es especie nativa de Arabia Saudí; Australia; Camboya; Birmania; Chagos; China; Comoros; Egipto; Eritrea; Filipinas; Fiyi; Guam; India; Indonesia; Israel; Japón; Jordania; Kenia; Kiribati; Madagascar; Malasia; Maldivas; islas Marianas del Norte; islas Marshall; Mauritius; Mayotte; Micronesia; Mozambique; Nauru; Nueva Caledonia; Palaos; Papúa Nueva Guinea; Reunión; Samoa; Samoa Americana; islas Salomón; Seychelles; Singapur; Somalia; Sri Lanka; Sudán; Taiwán; Tanzania; Tailandia; Tokelau; Tonga; Tuvalu; Vanuatu; Vietnam; Wallis y Futuna; Yemen y Yibuti.

## Galería

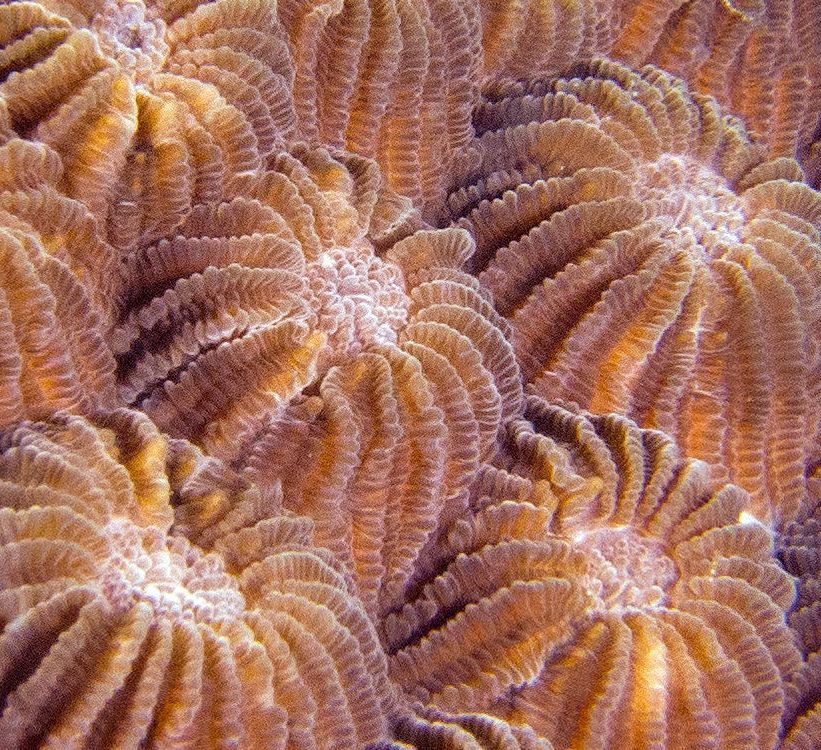
Coralitos de Diploastrea heliopora.
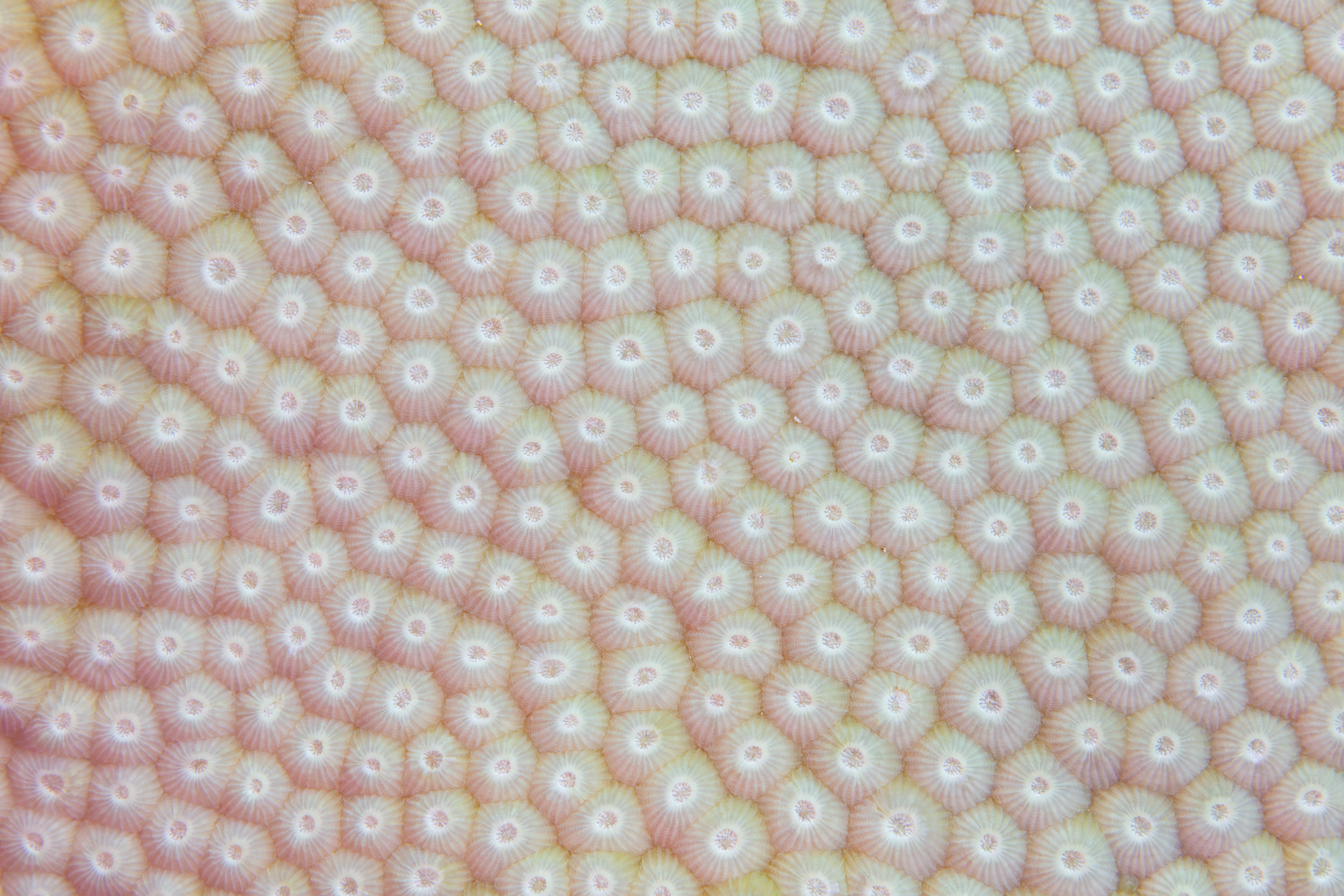
Disposición de coralitos en la superficie de la colonia.
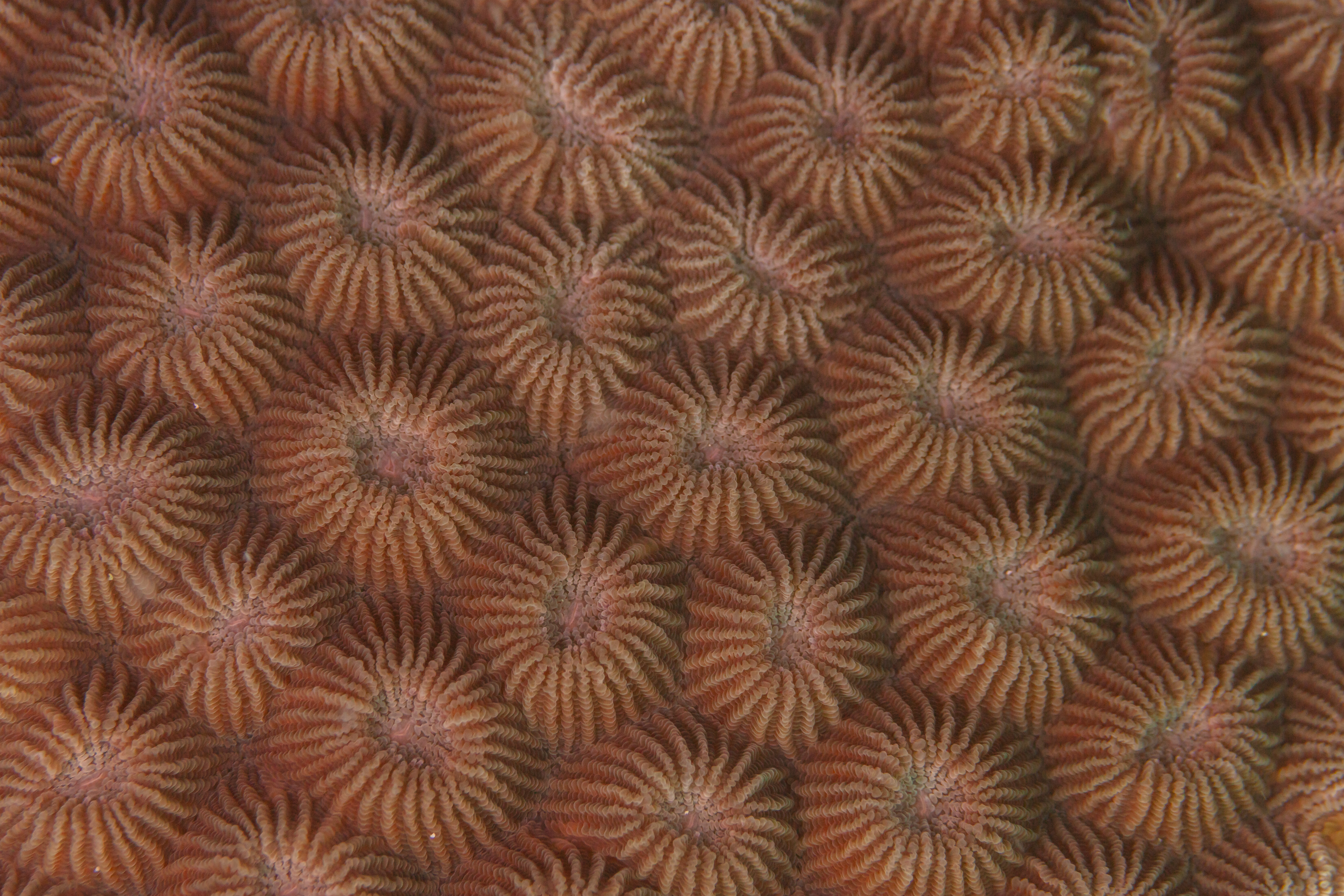
Diploastrea en Zanzíbar, Tanzania.
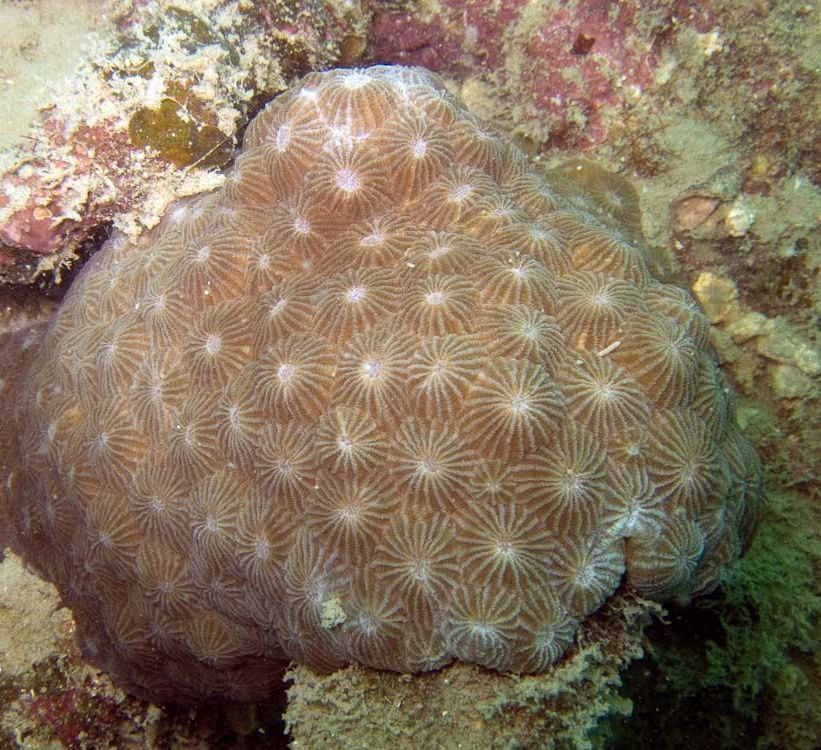
Colonia joven de Diploastrea.
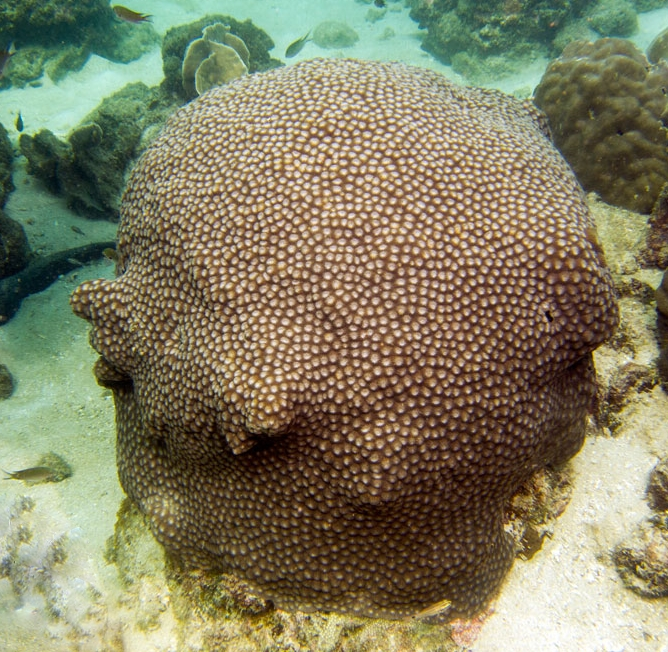
Diploastrea en Koh Phangan.
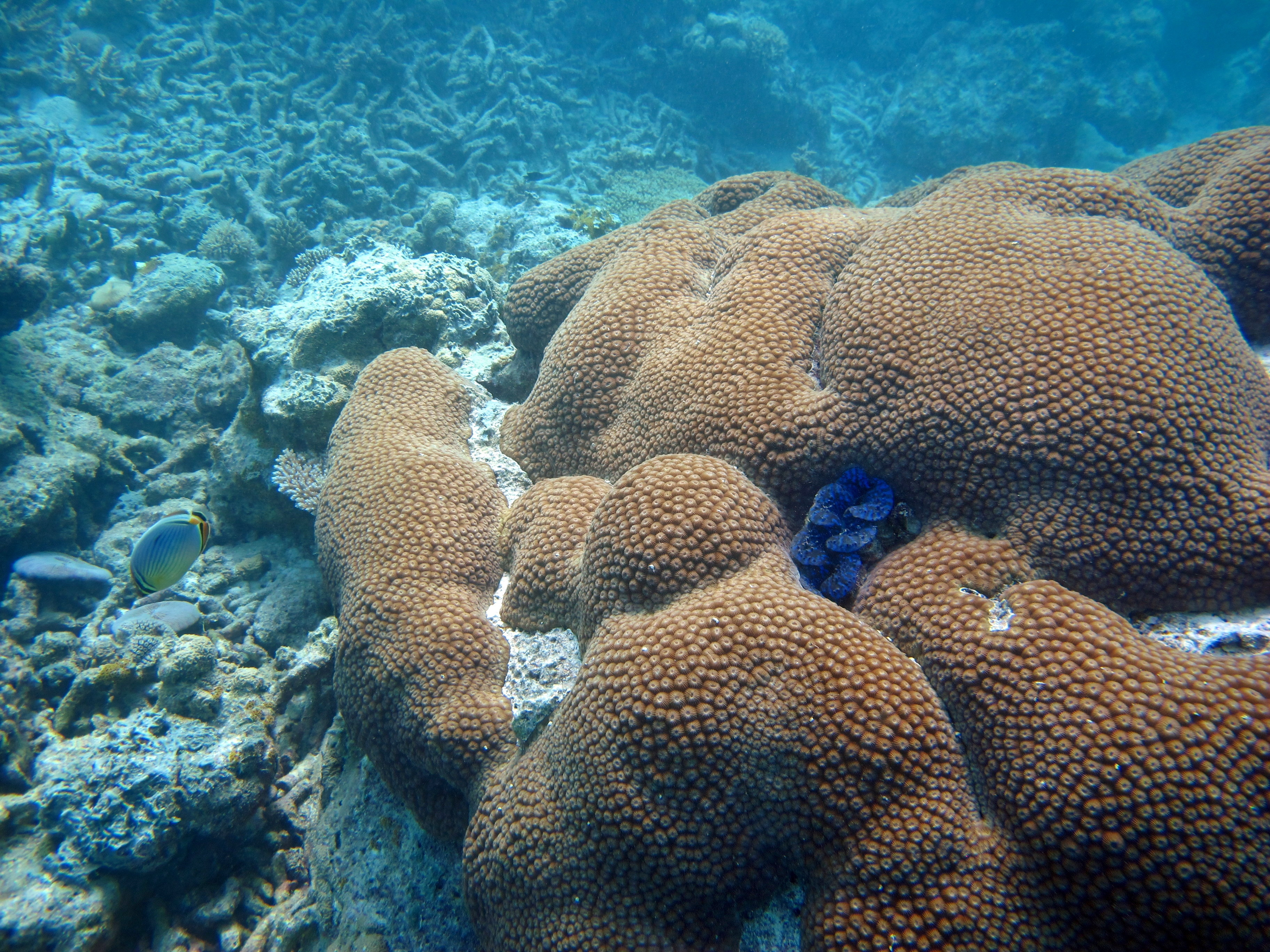
Colonia de Diploastrea en el atolón Baa, Maldivas.
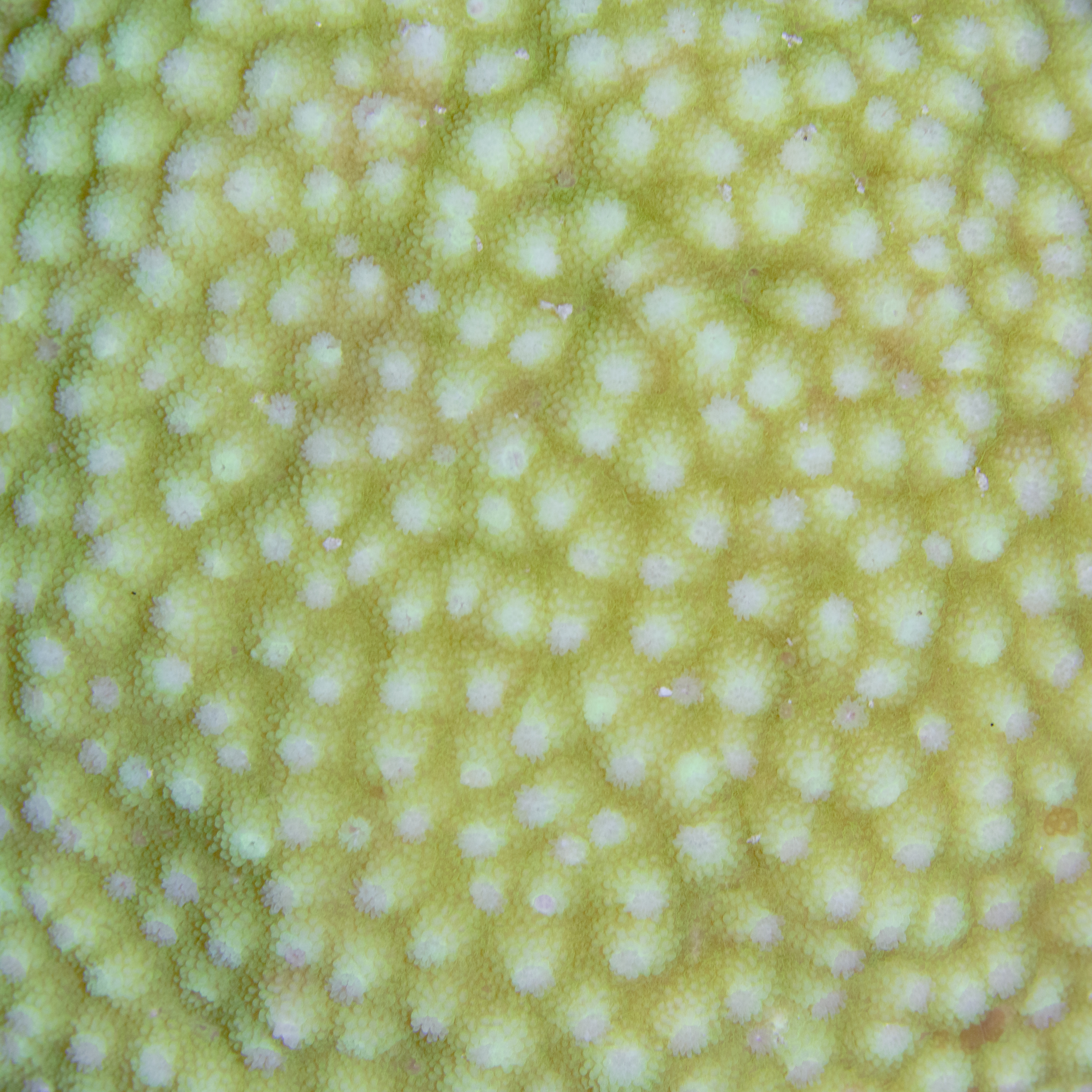
Diploastrea en el mar Rojo.